# Hypertropha
Hypertropha é um gênero de traça pertencente à família Agonoxenidae.